# Evangelische Kirche Bisses

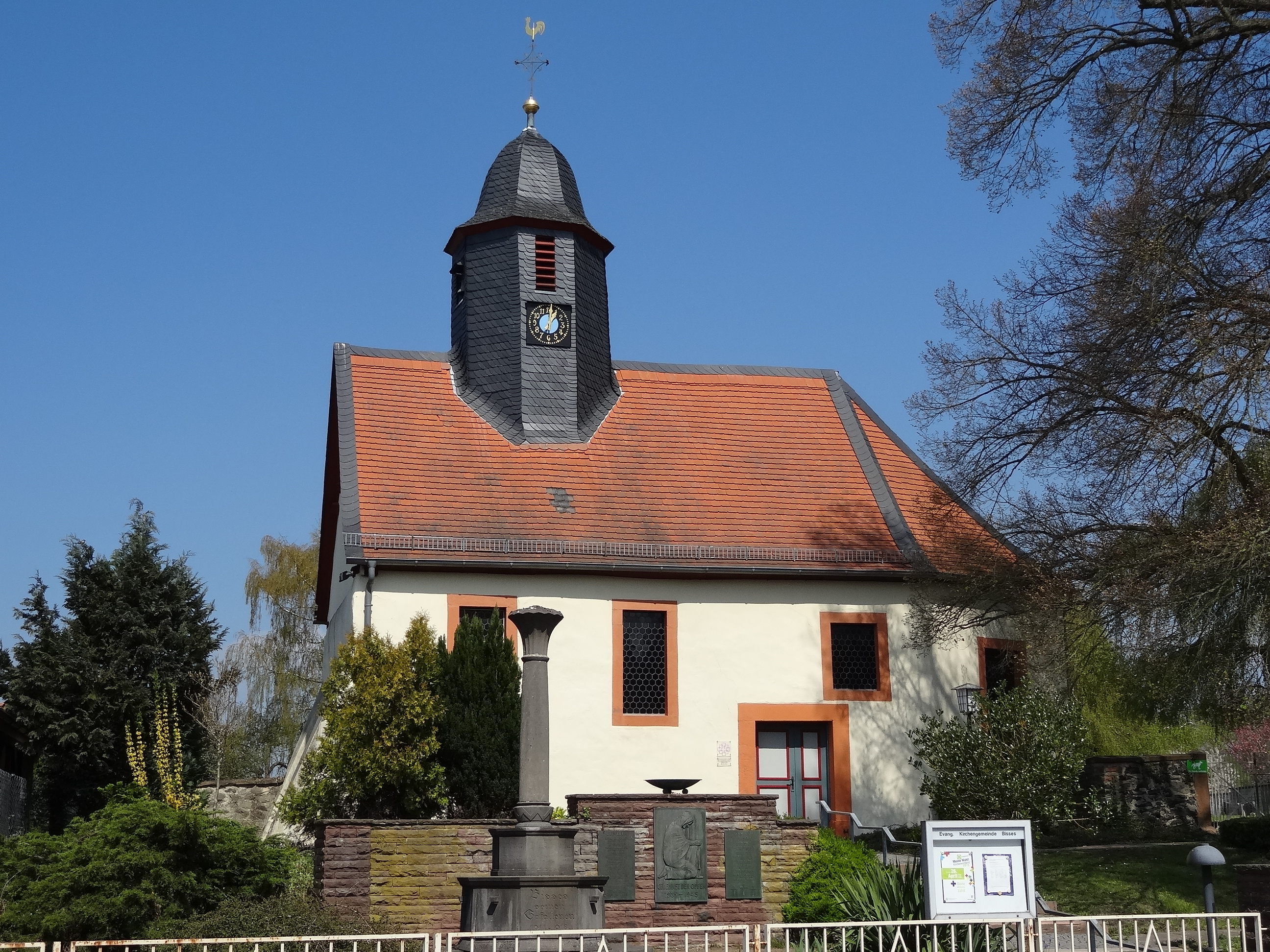
Evangelische Kirche

Die evangelische Pfarrkirche ist ein denkmalgeschütztes Kirchengebäude in Bisses, einem Ortsteil der Gemeinde Echzell im Wetteraukreis (Hessen).

## Geschichte und Architektur
Vorgängerbau der heutigen Kirche war eine Kapelle, die schon im 14. Jahrhundert bestanden habe.
Die Kirche war dem Hl. Johannes Baptist geweiht. Der kleine Saalbau mit dreiseitigem Schluss wurde 1503 errichtet und im 18. Jahrhundert verändert. Im achteckigen Dachreiter hängen drei Glocken. Zwei der Glocken mit den Schlagtönen e2 und h2 stammen noch aus der Zeit vor der Reformation. Die eine ist inschriftslos, die andere trägt die Inschrift: „* iohannes * baptiste * in * biszis *“. Die Bildgruppe auf dem Glockenkranz zeigt eine Bildgruppe mit Jesus am Kreuz, Maria und dem Kirchenpatron. Bekannter ist sogenannte Silberglocke aus 16. Jahrhundert mit der Inschrift „* o * rex * glorie *“. Da eingesammeltes Silber beim Glockenguss mitverwendet wurde, bekam sie diesen Namen.
Die Lutherlinde im Kirchhof ist ein ausgewiesenes Naturdenkmal.

## Ausstattung
- Die Emporen von 1170 oder 1781 wurden mit Brüstungsmalereien versehen
- Die Orgel wurde um 1800 eingebaut[3]
- 1916 erhielt die Kirche eine elektrische Beleuchtung.[4]